# 미스터 부 : 천재여백치
미스터 부 : 천재여백치(天才與白痴: The Last Message)는 홍콩에서 제작된 허관문 감독의 1975년 영화이다. 허관걸 등이 주연으로 출연하였고 추문회 등이 제작에 참여하였다.

## 출연

### 주연
- 허관걸
- 허관문
- 교굉